# Udo Bonnet
Udo Bonnet (* 25. September 1961 in Dortmund) ist ein deutscher Psychiater und Hirnforscher. Er ist Professor für klinische Psychiatrie und Psychotherapie an der Universität Duisburg-Essen und Chefarzt der Klinik für Psychiatrie, Psychotherapie und Psychosomatik (Klinik für Seelische Gesundheit) im Evangelischen Krankenhaus Castrop-Rauxel.

## Leben
Nach seinem Abitur am Goethe-Gymnasium Dortmund und Zivildienst in Dortmund studierte Bonnet ab 1984 Biologie an der Westfälischen Wilhelms-Universität Münster. Nach absolvierter Diplom-Vorprüfung wechselte er 1986 zum Studium der Humanmedizin, mit Abschluss 1992 an der Universität-Gesamthochschule Essen.
Von 1988 bis 2006 betrieb er neurophysiologische Forschung am Institut für Physiologie der Universität Duisburg-Essen bei Dieter Bingmann. Während seiner Zeit als Assistenzarzt an der Neurologischen Universitätsklinik Essen bei Hans-Christoph Diener (1992–1994) schloss er 1993 seine Promotion mit summa cum laude ab. Von 1995 bis 2000 war Bonnet Assistenzarzt am LVR-Klinikum Essen, Universitätsklinik für Psychiatrie und Psychotherapie, bei Chefarzt Markus Gastpar. Im Jahr 1999 erwarb er den Titel Facharzt für Psychiatrie, 2001 den Facharzt für Psychiatrie und Psychotherapie.
Ab 2000 war Bonnet als Oberarzt des LVR-Klinikums Essen unter anderem in der Akutpsychiatrie, der Gerontopsychiatrie und der Suchtmedizin tätig. Von 2005 bis 2011 war er Stellvertretender Direktor und Leitender Oberarzt der Klinik für Abhängiges Verhalten und Suchtmedizin (Direktor Norbert Scherbaum) im LVR Klinikum Essen. Von 2006 bis 2011 war er Stellvertretender Direktor und Leitender Oberarzt der Klinik für Psychiatrie und Psychotherapie (Direktor Jens Wiltfang) im LVR-Klinikum Essen.
Bonnet habilitierte sich 2000 für das Fach Psychiatrie an der Medizinischen Fakultät der Universität Duisburg-Essen zum Thema Hat der intrazelluläre pH-Wert zentraler Neurone eine Bedeutung für die Neuropsychopharmakologie? 2005/2006 absolvierte er ein Aufbaustudium zum Certified Health Care Manager an der Fachhochschule Bochum.
Er wurde 2007 Außerplanmäßiger Professor für Psychiatrie an der Universität Duisburg-Essen. Im Jahr 2011 wurde er Chefarzt der Klinik für Psychiatrie, Psychotherapie und Psychosomatik im Evangelischen Krankenhaus Castrop-Rauxel.
Bonnet wurde 2011 außerordentliches Mitglied der Arzneimittelkommission der deutschen Ärzteschaft.

## Wissenschaft
In der neurophysiologischen Grundlagenforschung beschäftigte Udo Bonnet sich mit der Wirkung von Antikonvulsiva und weiteren Medikamenten auf die Erregbarkeit und Plastizität von zentralen Neuronen, auch aus menschlichen Gehirnen. Ein klinischer und wissenschaftlicher Schwerpunkt liegt in der Behandlung der Cannabisabhängigkeit. So war er 2006 der korrespondierende Autor der ersten deutschen Behandlungsleitlinie für Cannabis-bezogene Störungen. Weitere Themen sind die Verbesserung von Alkoholentzugsbehandlungen, der Missbrauch und Abhängigkeit von Schmerzmitteln inklusive Gabapentinoiden wie Pregabalin und ob psychotherapeutische Interventionen den Placebo-Effekt von Antidepressiva bei der Behandlung von Depressionen verbessern können.

## Sonstiges
- 1998 Nennung als Erfinder (Patent-Nr. 98117765.2-1216: „Use of an inhibitor of the Na+/H+ exchanger for the production of a medicament for the treatment or prophylaxis of disturbances of the central nervous system“).

## Ehrungen und Auszeichnungen
- 1994 Preis der Universität Duisburg/Essen

## Veröffentlichungen (Auswahl)
- mit Norbert Scherbaum, Andreas Schaper und Michael Soyka: Phenibut – ein illegales Nahrungsergänzungsmittel mit psychotropen Effekten und Gesundheitsrisiken. In: Deutsches Ärzteblatt. Jahrgang 121, Heft 7, 5. April 2024, S. 222–227.
- mit M. Specka, Michael Soyka und anderen (2022). Abwägung von Nutzen und Schädlichkeit von berauschenden und schmerzlindernden Substanzen aus der Perspektive von deutschen Suchtmedizinern. Fortschritte der Neurologie Psychiatrie 90:19-29 (Zusammenfassung)
- (2019). Ein kurzes Essay über die Spiritualität von Placebo aus (evolutionär) psychiatrischer Sicht. Fortschritte der Neurologie Psychiatrie 87, S. 347–354 (Zusammenfassung)
- mit Norbert Scherbaum: Über das Abhängigkeitspotential von Gabapentinoiden. In: Fortschritte der Neurologie und Psychiatrie. Band 86, 2018, S. 82–105 (Zusammenfassung).
- mit Norbert Scherbaum (2017). How addictive are gabapentin and pregabalin?  A systematic review. European Neuropsychopharmacology 27, S. 1185–1215 (Zusammenfassung (engl.))
- (2011). Sucht und Propofol: Unstillbares Verlangen nach einem Anästhetikum. InFo Neurologie & Psychiatrie 13, S. 40–42. (Volltext)
- (2009). Cannabis. In: Thomasius R., Schulte-Markwort M., Küstner U., Riedesser P, Suchtstörungen im Kindes und Jugendalter. Das Handbuch: Grundlagen und Praxis. Stuttgart: Schattauer.
- mit K. Harries-Hedder, F. M. Leweke, U. Schneider und H. P. Tossmann (2006). Cannabisbezogene Störungen. In: L.G. Schmidt, M. Gastpar, P. Falkai, W. Gaebel (Hrsg.), Evidenzbasierte Suchtmedizin. Köln: Deutscher Ärzteverlag.
- mit Norbert Scherbaum (2005). Evidenzbasierte Behandlung der Cannabisabhängigkeit. Deutsches Ärzteblatt 102: A 3334–3341 (Volltext)
- mit M. Banger und F. M. Leweke (2003). Treatment of acute alcohol withdrawal with gabapentin: Results from a controlled two-center trial. Journal of Clinical Psychopharmacology 23, S. 514–519 (Zusammenfassung (englisch))